# Пестовський район
Пестовський район (рос. Пестовский район) — муніципальне утворення у складі Новгородської області Росії. Адміністративний центр — місто Пестово.

## Географія
Площа території — 2 110,44 км².
Район розташований на сході Новгородської області.
Межує з Мошенським та Хвойнинським районами Новгородської області; з Вологодською і Тверською областями.
Основні річки — Молога та її притоки, Волдомиця, Семитинка, Меглінка, Кітьма, Кірва, Кать.

### Охорона природи
У 2000-х роках на території колишнього мисливського заказника, з метою збереження і відтворення чисельності окремих видів диких тварин та середовища їх проживання, на площі 24,8 тис. га було створено Пестовський державний біологічний природний заказник під контролем Комітету мисливського і рибного господарства Новгородської області. 2008 року Новгородською обласною думою з нього було знято охоронний статус.
На території Пестовського району створено 2 пам'ятки природи загальною площею 1,4 тис. га, комплексного (ландшафтного) і гідрологічного профілю.
| № | Назва                  | Тип                    | Площа (га) | Розташування                                        | Створення                          | Дата                | Характеристика | Фото |
| - | ---------------------- | ---------------------- | ---------- | --------------------------------------------------- | ---------------------------------- | ------------------- | --- | ---- |
| 1 | Устя-Кіровське джерело | гідрологічна           | 1          | Пестовське сільське поселення, село Устя-Кіровське  | Рішення виконкому облради НО № 141 | 29 квітня 1988 року | Карстове озеро, джерело прісної води. Прибережні та водні рослинні угруповання. |      |
| 2 | Пришвінські місця      | комплексна, ландшафтна | 1383,2     | Лаптєвське сільське поселення, околиці села Лаптєво | Рішення виконкому облради НО № 141 | 29 квітня 1988 року | Ландшафти боліт, озерно-льодовикові, моренні. Озера і болота у западинах льодовикового походження. Рослинні угруповання мішаних і широколистяних лісів, лук і боліт. Біотопи рідкісних рослин і тварин. |      |

## Муніципально-територіальний устрій
У складі муніципального району 1 міське і 7 сільських поселеннь, які об'єднують 205 населених пунктів, що перебувають на обліку (разом із залишеними).
| Муніципальне утворення          | Адмінцентр           | Кількість населених пунктів | Населення (осіб, 2017 рік) | Площа (км²) | Карта                                                                 |
| ------------------------------- | -------------------- | --------------------------- | -------------------------- | ----------- | --------------------------------------------------------------------- |
| Пестовське міське поселення     | місто Пестово        | 1                           | 14 985▼                    | 15,09       | Пестово Богослово Биково Вятка Лаптєво Охона Русське Пестово Устюцьке |
| Богословське сільське поселення | село Богослово       | 54                          | 1058▼                      | 385,27      | Пестово Богослово Биково Вятка Лаптєво Охона Русське Пестово Устюцьке |
| Биковське сільське поселення    | село Биково          | 38                          | 788▼                       | 288,63      | Пестово Богослово Биково Вятка Лаптєво Охона Русське Пестово Устюцьке |
| Вятське сільське поселення      | село Вятка           | 12                          | 496▼                       | 99,86       | Пестово Богослово Биково Вятка Лаптєво Охона Русське Пестово Устюцьке |
| Лаптєвське сільське поселення   | село Лаптєво         | 19                          | 380▼                       | 262,95      | Пестово Богослово Биково Вятка Лаптєво Охона Русське Пестово Устюцьке |
| Охонське сільське поселення     | село Охона           | 20                          | 725▬                       | 198,91      | Пестово Богослово Биково Вятка Лаптєво Охона Русське Пестово Устюцьке |
| Пестовське сільське поселення   | село Русське Пестово | 31                          | 1120▼                      | 577,32      | Пестово Богослово Биково Вятка Лаптєво Охона Русське Пестово Устюцьке |
| Устюцьке сільське поселення     | село Устюцьке        | 30                          | 655▼                       | 282,41      | Пестово Богослово Биково Вятка Лаптєво Охона Русське Пестово Устюцьке |

## Економіка

### Гірництво
На території району ведеться відкрита розробка корисних копалин будівельними (ТОВ «Стройснабсервис»), шляхоремонтними (ТОВ «Дорэксплуатация»), житлово-комунальними та іншими підприємствами, ТОВ «Стратегические решения», «Группа компаний „УЛК“», Вологодським кар'єрним управлінням. Розробка ведеться відкритим способом на таких родовищах і в кар'єрах:
- Пісок будівельний: Пестово (поблизу села Нікуліно), Попово-2 (за 4 км на захід від села Попово).
- Піщано-гравійний матеріал (ПГМ, ПГС): Гора (поблизу села Гора), Іскриха та Іскриха-2 (поблизу села Іскриха), Токарьово (поблизу села Токарьово), Анісімцево (поблизу села Анісімцево), Копачьово (поблизу села Копачьово)[18].

### Промисловість
Головні системоутворюючі підприємства Пестовського району:
- Пестовський лісопромисловий комплекс — виготовлення пиломатеріалів;
- ТОВ «Грин Энержи» — виготовлення паливних пелет і гранул.